# فهرست خبرنگاران کشته‌شده در جنگ غزه
جنگ غزه منجر به تلفات متعددی از جمله چندین روزنامه‌نگار شده است. این فهرست اطلاعاتی در مورد خبرنگارانی که در طول جنگ توسط اسرائیل کشته شده‌اند ارائه می‌کند.
کمیته حفاظت از خبرنگاران تا ۲۹ مهر ۱۴۰۲ مجموع کشته شده‌های خبرنگاران در این جنگ، را ۲۲ نفر اعلام نموده که ۱۸ تن فلسطینی، سه تن اسرائیلی و یکی از آنان لبنانی بوده است.

## خبرنگاران کشته شده

### نوار غزه
1. محمد فایز ابومطر، عکاس آزاد، در حمله هوایی اسرائیل در رفح در جنوب نوار غزه کشته شد.[۲]
2. سعید الطویل، سردبیر پایگاه خبری الخمسه نیوز، در جریان حمله هوایی رژیم صهیونیستی به منطقه ای که چندین سازمان رسانه ای در منطقه ریمال در غرب غزه را هدف قرار داد، کشته شد.[۲]
3. محمد صبح، عکاس خبرگزاری خبر نیز در حمله هوایی در ریمال کشته شد.[۲]
4. هشام النوجه، خبرنگار خبرگزاری خبر نیز در حمله هوایی در ریمال کشته شد.[۲]
5. محمد الصالحی، عکاس خبرگزاری مرجع چهارم، در نزدیکی اردوگاه آوارگان فلسطینی در مرکز غزه هدف گلوله قرار گرفت.[۲]
6. محمد جرغون، روزنامه‌نگار وابسته به رسانه هوشمند، هنگام گزارش درگیری در منطقه‌ای در شرق رفح بر اثر اصابت گلوله کشته شد.[۲]
7. احمد شهاب، خبرنگار رادیو سوت الاسرا (رادیو صدای اسرا) به همراه همسر و سه فرزندش در جریان حمله هوایی اسرائیل که خانه آنها را در جبلیه در شمال غزه هدف قرار داد، کشته شد.[۲]
8. حسام مبارک، روزنامه‌نگاری که برای رادیو الاقصی کار می‌کرد، در جریان حمله هوایی اسرائیل در شمال غزه کشته شد.[۲]
9. محمد بلوشا، روزنامه‌نگار و مدیر اداری و مالی فلسطین امروز در غزه در حمله هوایی اسرائیل به محله الصفتاوی در شمال غزه کشته شد.[۲]
10. عصام بهار، روزنامه‌نگار وابسته به حماس که برای تلویزیون الاقصی کار می‌کرد، در جریان حمله هوایی اسرائیل در شمال غزه کشته شد.[۲]
11. سلام میما، روزنامه‌نگار آزاد که رئیس کمیته زنان روزنامه‌نگار در مجمع رسانه‌های فلسطین بود، در حمله هوایی اسرائیل به خانه‌اش در اردوگاه جبالیه کشته شد.[۲]
12. اسعد شاملخ، روزنامه‌نگار آزاد به همراه ۹ نفر از اعضای خانواده اش در حمله هوایی اسرائیل به خانه آنها در شیخ اجلین در جنوب غزه کشته شد.[۲]
13. ابراهیم محمد لافی عکاس عین مدیا در گذرگاه اریز مورد اصابت گلوله قرار گرفت.[۲]
14. خلیل ابوعثره فیلمبردار تلویزیون الاقصی به همراه برادرش در حمله هوایی اسرائیل در رفح کشته شدند.[۲]
15. سمیع النادی، روزنامه‌نگار و کارگردان تلویزیون الاقصی در حمله هوایی اسرائیل کشته شد.[۲]
16. عبدالهادی حبیب، خبرنگار خبرگزاری المناره و خبرگزاری HQ به همراه چند تن از اعضای خانواده در حمله هوایی اسرائیل به خانه آنها در نزدیکی زیتون کشته شدند.[۲]
17. یوسف ماهر دواس، یکی از همکاران روزنامه فلسطین کرونیکل، به همراه چند تن از اعضای خانواده در جریان حمله هوایی اسرائیل به خانه آنها در بیت لاهیا کشته شدند.[۲]

1. سلیمان حجاج، خبرنگار شبکه تلویزیونی فلسطین الیوم در جریان حمله پهپادی ارتش اسرائیل به محوطه بیمارستان المعمدانی کشته شد.[۳]

1. اسماعیل بدح، خبرنگار شبکه تلویزیونی فلسطین الیوم در جریان حمله پهپادی ارتش اسرائیل به محوطه بیمارستان المعمدانی کشته شد.[۳]
2. سمیر رفاعی، خبرنگار شبکه تلویزیونی فلسطین الیوم بود که همراه همکارانش در جریان حمله پهپادی ارتش اسرائیل به محوطه بیمارستان المعمدانی کشته شد.[۴]
3. ابراهیم حجاج، خبرنگار فلسطینی، در جریان حمله هوایی رژیم صهیونیستی به بخش‌های شرقی شهر غزه  کشته شد.[۵]

### جنوب لبنان
1. عصام عبدالله، فیلمبردار کار برای رویترز، در حمله توپخانه ای اسرائیل که به‌طور خاص گروهی از خبرنگاران را هدف قرار داد، کشته شد.[۶][۷]

### اسرائیل
1. یانیو زوهار، عکاس روزنامه اسرائیل هیوم که اولین کسی بود که ربوده شدن گیلاد شالیت را در سال ۲۰۰۶ برای دفتر اسرائیل آسوشیتدپرس پوشش داد، به همراه همسر، دو دختر و پدر شوهرش در نهال حماس کشته شدند. کشتار اوز در ۷ اکتبر.[۸]
2. روی ادان، یک عکاس از Ynet، در ۷ اکتبر کشته شد.[۹]
3. شای رگف، سردبیر TMI، بخش اخبار شایعات و سرگرمی روزنامه معاریو، در ۷ اکتبر کشته شد.[۱۰]
4. آیلت آرنین، سردبیر اخبار KAN نیز در جشنواره موسیقی Reim در ۷ اکتبر کشته شد.[۱۱]

## خبرنگاران زخمی شده
1. ثائر السودانی، روزنامه‌نگار رویترز[۱۲]
2. ماهر نازه، خبرنگار رویترز[۱۲]
3. الی براخیا، روزنامه‌نگار الجزیره[۱۳]
4. کارمن جوخدار، روزنامه‌نگار الجزیره[۱۳]
5. کریستینا آسی، عکاس خبرگزاری فرانسه (AFP)[۱۴]
6. دیلن کالینز، یک خبرنگار ویدئویی برای خبرگزاری فرانسه[۱۴]
7. ابراهیم قنان، روزنامه‌نگار از کانال الغد[۱۵]
8. فراس لطفی، خبرنگار اسکای نیوز عربستان[۱۶]

## خبرنگاران مفقود شده
1. هیثم عبدالواحد، روزنامه‌نگار از خبرگزاری عین مدیا[۱۷]
2. نضال الوحیدی، خبرنگار شبکه النجاح[۱۷]